# Nguyễn Kim Hằng
Nguyễn Kim Hằng (1955 – 5 tháng 2 năm 2019) là Trung vệ, huấn luyện viên bóng đá người Việt Nam. Ông sinh ra tại Cái Bè, Tiền Giang, Việt Nam.

## Sự nghiệp
Giai đoạn 1976–1977, ông là trung vệ cho câu lạc bộ Cảng Sài Gòn và Hải Quan sau đó nghỉ hưu và trở thành huấn luyện viên bóng đá.
Ông là người dẫn dắt nhiều đội bóng khác nhau như Hải Quan, Đà Nẵng, Quân khu 7, Thừa Thiên Huế, An Giang, Tiền Giang, Quảng Ngãi

## Qua đời
Ông qua đời ngày 5 tháng 2 năm 2019 nhằm mùng 1 Tết Kỷ Hợi, thọ 65 tuổi.